# (523794) 2015 RR245
(523794) 2015 RR245 est un objet transneptunien en résonance avec Neptune. Il mesure environ 600 km de diamètre, sa taille le classant parmi les 30 plus gros objets transneptuniens connus en 2024 ; c'est une planète naine potentielle.

## Découverte
2015 RR245 a été détecté, pour la première fois, en février 2016 par John J. Kavelaars sur des images prises, en septembre 2015, avec le télescope de l'observatoire Canada-France-Hawaï, à Hawaï, dans le cadre du programme OSSOS (Outer Solar System Origins Survey). Le Centre des planètes mineures retient le 9 septembre 2015 comme date de première observation.

## Caractéristiques
2015 RR245 devrait être au périhélie autour du 31 août 2092 à une distance d'environ 33,69 unités astronomiques du Soleil. Le 23 juillet 2016, Michele Bannister annonce que l'objet est en résonance 2:9 avec Neptune.

## Satellite
Un satellite d'environ 300 km a été découvert et annoncé en 2019, peu d'informations sont encore connues, l'estimation d'orbite n'est pas encore déterminée,.

## Galerie

Caractéristiques de 2015 RR 245
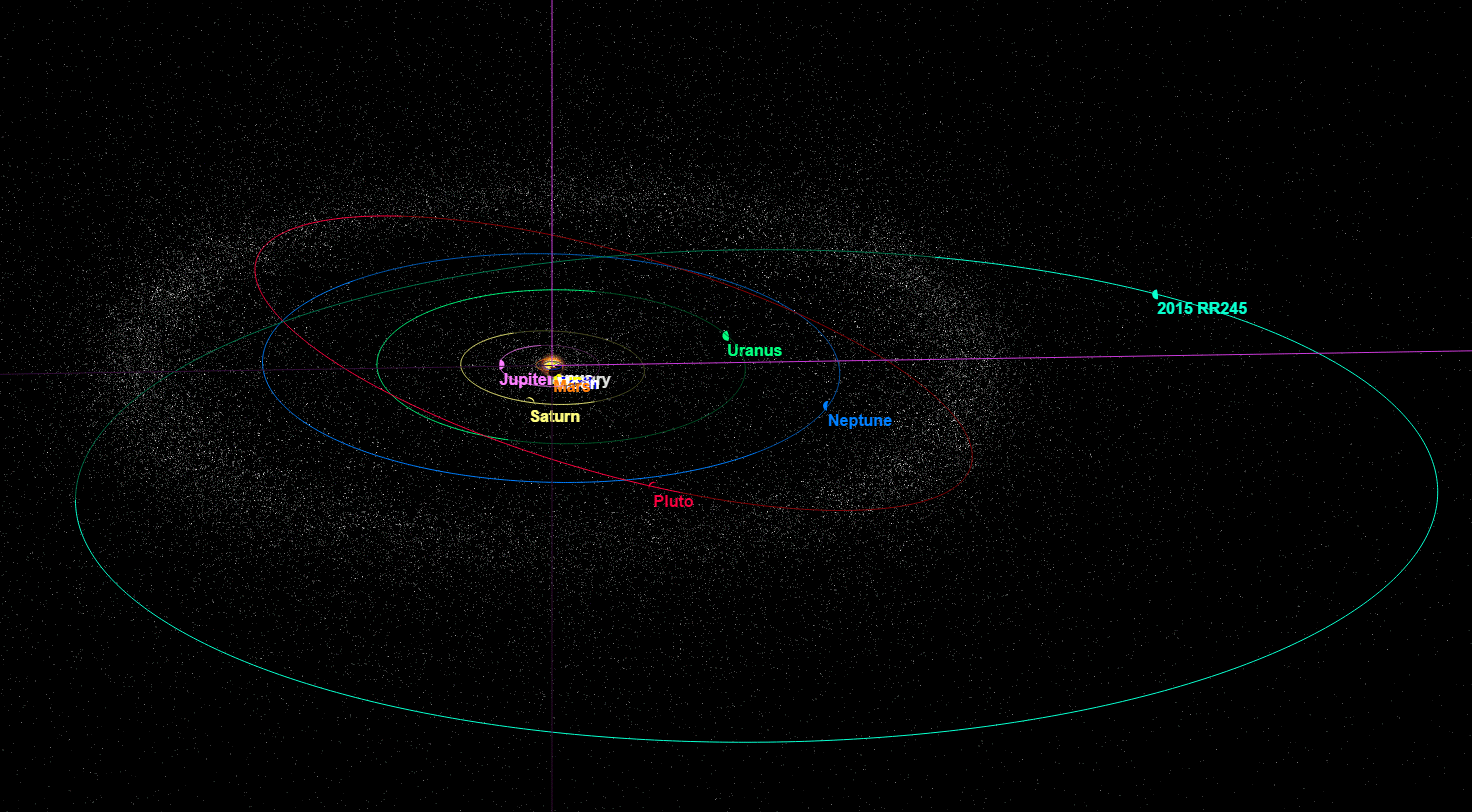
Orbite de  2015 RR245.
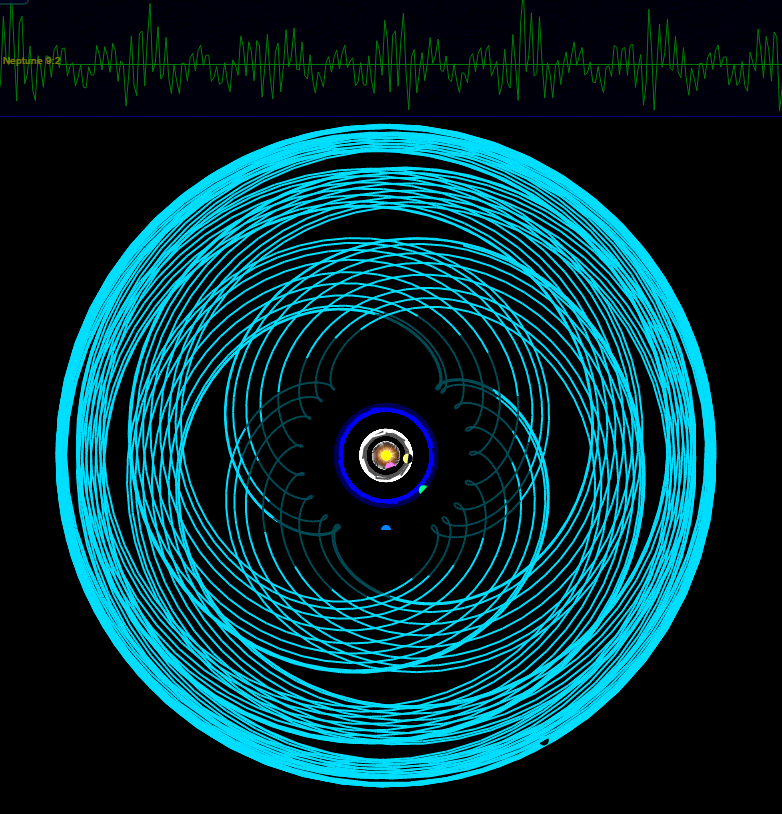
L'orbite de  2015 RR245, en résonance 2:9 avec Neptune.